# Pseudione brandaoi
Pseudione brandaoi is een pissebed uit de familie Bopyridae. De wetenschappelijke naam van de soort is voor het eerst geldig gepubliceerd in 1941 door Alessandro Brian & Dartevelle.